# Alto gradimento
Alto gradimento fu una trasmissione radiofonica ideata da Renzo Arbore, Gianni Boncompagni, Giorgio Bracardi e Mario Marenco, andata in onda negli anni 1970 sul secondo programma radio della Rai. Tra i collaboratori che prestarono la loro voce e le loro invenzioni per i tanti personaggi creati dalla trasmissione figurano Mario Marenco, i fratelli Giorgio e Franco Bracardi, Marcello Casco ed altri.

## Storia
La prima puntata della prima serie fu trasmessa sul Secondo programma Rai il 7 luglio 1970 e il programma proseguì a più riprese fino al 2 ottobre 1976. Andava in onda dal lunedì al venerdì, dalle 12.30 alle 13.30.
Il 9 ottobre 1976 la trasmissione riprese di fatto con il nome "Radio Trionfo", fino al 31 dicembre 1977. Il 1º gennaio 1978 la trasmissione riapparve con il titolo "No, non è la BBC", fino al 31 dicembre 1978. Nella sentenza definitiva della Corte D'Appello di Roma del 2004 come riconosciuto dagli interessati coinvolti che la musica: No, non è la bbc è quella di Rusticanella del maestro Domenico Cortopassi.
Una seconda serie con il nome storico "Alto gradimento" fu trasmessa su Radio 2, dal 2 gennaio 1979 al 30 settembre 1980, il martedì, giovedì e il sabato dalle 12.45 alle 13.30 e la domenica dalle 11 alle 12.
La trasmissione venne infine brevemente riproposta nel 1998, in ventisette puntate.

## Struttura e caratteristiche

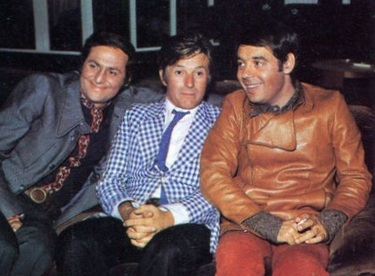
Mario Marenco (al centro) con Arbore e Boncompagni.

Ogni puntata era caratterizzata dalla totale assenza di un filo logico, con frequenti interruzioni dei brani musicali, battute varie e ricorrenti interventi surreali, nonsense e demenziali di ogni genere. La sigla musicale di apertura e chiusura era un medley di 3 successi rock and roll USA, ovvero  Rock Around the Clock, See You Later Alligator, e Hound Dog, arrangiato per big band da James Last. Anch'essa era inframmezzata dagli interventi dei due conduttori e dalle voci dei vari personaggi.
Le gag erano spesso improvvisate su un canovaccio: i personaggi, ideati ed interpretati principalmente da Giorgio Bracardi e Mario Marenco, interagivano con i due conduttori i quali fungevano da spalla e lasciavano spazio all'invenzione estemporanea del comico di turno. Erano impiegati effetti sonori registrati come ad esempio il rumore di una porta che si apre e si chiude a simulare l'improvvisa intrusione dei personaggi nello studio o lo squillo di un telefono, con analoga funzione.
Agli interventi si aggiungevano frequentemente anche voci registrate di noti personaggi dello spettacolo o della politica (Amintore Fanfani, Mike Bongiorno, Vittorio De Sica, Sophia Loren, Marcello Mastroianni, ecc.) cui veniva solitamente fatta ripetere una singola frase a tormentone, quasi sempre accompagnati dall'apertura e chiusura della porta. Fra una gag e l'altra venivano programmati successi di musica pop italiana ed internazionale.

## Personaggi
Di seguito, un elenco parziale degli innumerevoli personaggi che popolarono la trasmissione.
| Personaggio                                     | Descrizione | Interprete         |
| ----------------------------------------------- | --- | ------------------ |
| Ragionier Affastellati                          | Individuo traumatizzato dalla mancata presenza della sua amata ad un appuntamento galante, ripete incessantemente il tormentone: «Perché non sei venutta? Ttiiinnn!». La risposta la fornisce lui stesso, sibilando in modo sprezzante: "Perché non hai preso il filobus, ecco perché...Io ce steèvoo...!" | Giorgio Bracardi   |
| Max Vinella                                     | Sedicente giornalista di cronaca nera, è raccomandato dall'influente Dottor Cianfroni. Cerca di mascherare la propria pochezza professionale mediante uno sciagurato eloquio finto-francese, nonché con disastrosi tentativi di vocalizzi lirici. Il suo tormentone è «Chiàppala! Chiàppala! Pà! Pà!», frequenta la parrocchietta di Don Pezzotta, ed è accudito dalla Sora Camilla. Ingenuo e credulone, Vinella è facile bersaglio dei lazzi e delle angherie di Arbore e Boncompagni, ma la potenza della spinta di cui dispone gli consente di rimanere stabilmente nel programma, fino a farlo diventare di fatto il terzo disc jockey, nonostante l'aperta contrarietà dei due compari. | Giorgio Bracardi   |
| Ermanno Catenacci                               | Inizialmente «Castellacci»; ex federale fascista dal marcato accento romagnolo, racconta con fervore inverosimili episodi del Ventennio e improbabili retroscena della vita di Mussolini. In qualità di CapoManipolo, ha avuto il privilegio di assistere personalmente ad eclatanti gesta del dittatore, sfuggite all'attenzione degli storici, ma circostanziate con orgoglioso trasporto e roboante enfasi dallo stesso Catenacci, il quale spesso cita come proprio sodale il gerarca Pavanati, focoso avanguardista dal manganello facile. | Giorgio Bracardi   |
| Patroclo                                        | Il nome del personaggio non è mai svelato ed egli non interagisce mai con i conduttori: urla ripetutamente «Patroclooo!» a squarciagola, talvolta aggiungendo frasi a mezza bocca tipo: «ti faccio vedere io!». Non è chiaro neppure chi sia il Patroclo che egli va chiamando disperatamente. | Giorgio Bracardi   |
| Bozambo                                         | Annunciato dalla sua tipica cantilena, Yo Bamba-Yo, è il servitore personale africano del Badrone Doddor Gosdanzo (Maurizio Costanzo), al quale prepara anche la prima colazione, spesso a base di robusti cubetti di mortadella. | Giorgio Bracardi   |
| Dottor Marsala                                  | Anziano capotecnico Rai: col pretesto di controllare la funzionalità di microfoni e cuffie, entra di sorpresa nello studio a lamentare continuamente «dei dolori, dei dolori ...e un cerchio alla testa». Pessimista e ipocondriaco, saltuariamente curato da un medico ottantaduenne, mantiene contatti con svariati collaboratori, tra cui Quaglia, Càccoli, Tarantolazzi e Gospedale. Rimasto vedovo della povera Pina, è divorato dal rimorso di non aver saputo prestare le dovute attenzioni al geranio, tanto caro alla defunta moglie. | Giorgio Bracardi   |
| Maestro Benito Cerbottana                       | Compositore sfaccendato, appassionato cantore dei fasti della Dolce Vita felliniana; fra i suoi cavalli di battaglia, la sgangherata canzone Via Veneto. Assieme a Gildo, Sasà, Lallo ed altri Scavezzacolli, sorta di Vitelloni perennemente spiaggiati sui tavolini dei bar della celebre strada di Roma, Cerbottana fa parte dello stuolo di adulatori della virago americana Mary, ricca e capricciosa ereditiera, che intende coinvolgere tutto il gruppo di perdigiorno in un kolossal in stile Hollywood sul Tevere, dal titolo King Kong contro Dante Alighieri. | Giorgio Bracardi   |
| Prof. Onorato Spadone                           | Ordinario di Bestialismo Materialistico Critico presso un'università non meglio identificata. La base della sua teoria filosofica evidenzia come ciascun individuo, di ogni classe sociale, e di qualsiasi livello culturale, vivente o vissuto in una qualunque epoca ed in ogni angolo della terra, è ineluttabilmente soggetto ad assolvere le necessità imposte dalla propria regolarità intestinale. Tale profonda ma cruda considerazione, debolmente contestata dai conduttori, si esplica nell'assunto: «l'uomo è una bestia!». | Giorgio Bracardi   |
| Scarpantibus                                    | Uccello preistorico dalle fattezze incerte, catturato in Nicaragua; calza scarponi anfibi militari privi di stringhe ed emette solo versi e vocalizzi disarticolati. | Giorgio Bracardi   |
| Malik Maluk                                     | Scalpellino arabo, in perenne polemica contro i committenti che non lo pagano e ai quali perciò rivolge continuamente l'invettiva: «Fangàla! Àssara 'ffangàla!». Sollecitato dai conduttori ad esprimere la propria opinione in merito ai vari aspetti della società, della cultura, del costume e della politica del Paese che lo ospita, Malik risponde brutalmente che «No piace, Malik Maluk!». Talvolta lo scalpellino si avvale della collaborazione di Max Vinella in veste di interprete, il quale espone le domande su concetti più elaborati mediante un'approssimativa traduzione simultanea, che si conclude invariabilmente con l'ambigua formula «Kàkkala bimbah - Bìmbala kàkkah!?». Infervorato dalle tematiche in cui viene coinvolto, Malik man mano alza il tono della voce e sferra violenti colpi con il proprio strumento di lavoro, fino a perdere l'autocontrollo, e sentenziare furibondo: «Arborah, Boncompagnah....Fangàla! Àssara a'ffangàla!» | Giorgio Bracardi   |
| Pastore abruzzese                               | Sceso dai monti della Marsica agli studi di Via Asiago, reclama invano le sue pecore, che ha smarrito dopo averle incautamente messe a disposizione per un presepe vivente allestito dalla Rai. Va ripetendo il suo lamentoso «Li pècuri! Li pècuri!» in maniera improvvisa ed estemporanea, durante l'intera durata del programma, sigla compresa: come accorato monologo, nelle pause tra uno sketch e l'altro; a sorpresa, dopo l'annuncio di un brano o la citazione di un gruppo musicale; o ancora, a corollario dell'intervento in studio di altri personaggi. A volte i conduttori incoraggiano il pastore ad inserirsi come seconda voce di qualche canzone malinconicamente ispirata, in altri casi è lui che esagera, reiterando troppo spavaldamente il suo motto, fino a suscitare severi rimproveri, soprattutto da parte di Boncompagni. | Giorgio Bracardi   |
| Maestro Ennio Torvajanica                       | Etnomusicologo, ha raccolto circa 1.542.703 canti popolari, di gruppi etnici poco noti, come i Porcoti della Porcòzia o gli Uomini-Talpa della Malgaccia Superiore. Durante lunghe esplorazioni nei luoghi più remoti ed inospitali della Terra, il Maestro ha incontrato tribù selvagge e bellicose, spesso dedite all'antropofagia, le quali hanno puntualmente trucidato i suoi collaboratori nei modì più cruenti ed efferati, accompagnando tali eccidi con rudimentali canti di ringraziamento, che Torvajanica reinterpreta in studio. | Giorgio Bracardi   |
| Prof. Ànemo Carlone                             | Insigne docente di Medicina e Chirurgia, luminare che vanta altissime quanto improbabili referenze accademiche e professionali, molte delle quali ottenute a titolo ereditario. Si produce in elaborate dissertazioni a pagamento, utilizzando una terminologia medica contorta, difficilmente comprensibile, spesso basata sulle pure assonanze lessicali (nascita, crescita, mescita), che i due conduttori spacciano per "linguaggio scientifico". Sottolinea con orgoglio di essere titolare di svariate cattedre medico sanitarie e membro accademico di numerose e prestigiose sedi universitarie, elenca gli immobili di sua proprietà nonché gli esercizi commerciali di cui è contitolare, ma soprattutto rivendica di aver acquisito lo status di Socio ACI fin dal lontano 1909. | Mario Marenco      |
| Comandante Raimundo Navarro                     | Astronauta spagnolo dimenticato in orbita da otto anni a bordo di una navicella spaziale, la Paloma secunda, mal costruita e piena di difetti tecnici. | Mario Marenco      |
| Marius Marenco                                  | Poeta, declama in diretta le sue poesie surreali. Talvolta, nell'accomiatarsi, inscena tentativi di suicidio, buttandosi dalla finestra con fragorosi effetti sonori. E' autore dell'immane tragedia psicologica Raoul, o Il dissidio intimo di Raoul, ovvero Raoul alla ricerca indefessa del proprio Io, oppure: RAOUL, opera titanica, ermetica, di ispirazione decadente e dal ritmo lentissimo, timidamente accolta da Arbore, ma avversata e boicottata da Boncompagni, il quale giunge al punto di russare clamorosamente durante la lettura. | Mario Marenco      |
| Romanazzi                                       | Imbianchino precario, esponente suo malgrado del sottoproletariato della Capitale, propone la lettura di spaccati di vita di borgata, ovvero poesie in versi liberi su base languida, con greve accento romanesco. Sono racconti di truci episodi di cronaca nera e microcriminalità violenta, vicende tristi ed aberranti di individui deteriori e spesso pregiudicati, crudeli, abbrutiti da turpi vicissitudini familiari, in una periferia capitolina cupa e degradata. Con voce sgraziata e modi bruschi, il rude poeta tenta di estorcere un compenso in danaro per le proprie prestazioni, ma i due conduttori, seppure a fatica, riescono a blandirlo con furbeschi complimenti di comodo, e lo invitano a ripresentarsi per declamare altri rozzi componimenti. | Giorgio Bracardi   |
| Lo chef Léon                                    | Mâitre francese del prestigioso ed esclusivo ristorante Le Luppolòn, propone alla sofisticata ed elegante clientela immangiabili pietanze preparate con avanzi di cucina o ingredienti non commestibili (caviale di fogna, pelo di cane triste, brodo di canottiera, polpettine di letame, sputacchiotti alla scarpa). Non ricevendo ordinazioni, ma solo reazioni disgustate, Léon offre allora il suo celebre capolavoro, la sua opera insuperabile: «annunciata da un fragore di trombe, preceduta da un tripudio di puttini furibondi, trainata da quattro cavalli fumiganti e scalpitanti su un enorme carro sormontato da un baldacchino spropositato e esagerato, servita su un pregiato plateau dorato [...] la nostra.... Palla di Cacao!! ». | Mario Marenco      |
| Dott.ssa Ada Venzolato in De Martiris           | Sociologa, esponente del collettivo femminista oltranzista «Caina e Abela». Accanita fumatrice di pipa, è costantemente affetta da incontenibili ed interminabili accessi di tosse, che rendono di diffcile comprensione le sue accese requisitorie contro l'odiosa prevaricazione del maschio. | Mario Marenco      |
| Prof. Aristogitone                              | Anziano insegnante di italiano in pensione, ritiratosi presso una lontana parente sorda, in una casa adiacente uno scalo ferroviario. Apostrofando i conduttori con il tipico intercalare «Amico caro...!», rimpiange i più antiquati modelli di scuola, soppiantati dal sessantotto: «Quarand'anni di insegnamendo, quarand'anni di duro lavoro, in mezzo a queste quattro mura scolastiche!». Detesta l'estate e l'inerzia dei mesi di vacanza, anelando l'ennesimo ritorno in cattedra, per assestare ai suoi svogliati studenti una liberatoria sfraganéta di mazzæte. | Mario Marenco      |
| Colonnello Buttiglione                          | Alto ufficiale che, sbagliando regolarmente numero, telefona in trasmissione scambiando i conduttori per suoi sottoposti, tutti dai cognomi bizzarri come Bàllico, Bergonzoni, Bergamonti, Sgravagliotto, Vicchiolo, Fiffo, Rififfo, Ruffolo, Ruffolillo, Ricchiatto, Pìscopo, Arnaboldi, Busnelli, Madami, Marchiondi, Mascherpa, l'aiutante maggiore Marmaglino, ecc. Fieramente dedito alla disciplina e al rigore militare, assiste sgomento al diffondersi inarrestabile di pubblicazioncelle spinte, in tutti gli uffici e reparti della caserma centrale, a sua volta afferente al comando centrale. Il suo diretto superiore era il Generale Damigiani. | Mario Marenco      |
| Il Completo                                     | Programma culturale a cura del Ministero della Pubblica Istruzione; consiste nella lettura di elenchi arbitrari e totalmente inutili di cose o persone. | Mario Marenco      |
| La sgarrambona                                  | Donna dalla voce baritonale, presumibilmente sedotta e abbandonata da Gianni Boncompagni in quanto telefona in studio esclusivamente per insultarlo. | Mario Marenco      |
| Vinicio                                         | Internato in un manicomio che racconta le sue assurde imprese e i suoi maldestri tentativi di sedurre le infermiere. | Mario Marenco      |
| Verzo                                           | Studente liceale romano, svogliato, ripetente e confusamente politicizzato. In modo sguaiato e sgrammaticato, racconta come si svolgono le giornate in classe: «C'hanno dato er tema: "Bartolomeo Colleoni, vita e morte" ma noi amo fatto assemblea e amo deliberato de fa' er tema: "Er mio compagno de banco"». Portavoce ufficioso del sedicente Comitato Esecutivo Scolastico Sperimentale Odierno (C.E.S.S.O.), e membro esterno dell'oscuro Collettivo Autonomo Coordinamento Culturale Autogestione (C.A.C.C.A.), attesta fieramente che l'esito delle riunioni dei due nuclei è un plebiscitario "NO! a l'adozzione daa antologgia Carmina nee e scole de l'Angola!" | Mario Marenco      |
| Pasquale Zambuto                                | Ladro napoletano che nega sistematicamente la sua attività, presentandola come «sperimentazione» e adducendo improbabili giustificazioni di natura esistenziale. | Mario Marenco      |
| Venditore ambulante                             | Venditore di generi di ristoro e articoli vari in spiaggia, tutti rigorosamente caldi: «Patata calda, grasso di maiale caldo, saponata bollita scaldata calda con patate carciofi cipolle agli peperoni maiale e lumache calde, sanguinacci caldi, sugna lardo sapone fangata schiumata calda, aranciata calda, bibite calde, canottiere calde...». | Mario Marenco      |
| Signorina dei Grandi Magazzini                  | Addetta agli annunci all'altoparlante: «Si ricorda alla gentile clientela che è vietato palpare le commesse». | Mario Marenco      |
| Colonnello Otto Muller                          | Ex ufficiale nazista dotato di grande memoria. Rievoca nei minimi dettagli oscuri episodi dell'estate 1942 nel deserto della Cirenaica, citando effimere imprese belliche dei propri commilitoni e degli ufficiali italiani, tra cui il Capitano Spadavecchia, il Tenente Pizzirillen, gli ufficiali Friso, Tremone, Longato, Rizzato, Vecchiato e altri valorosi soldati. Convinto dell'imminente rivalsa dell'esercito tedesco, rimpiange particolarmente la reiterata perdita della supremazia sulla città di Tobruch, più volte conquistata dalle truppe italo-tedesche, ma poi sistematicamente restituita all'irriducibile nemico britannico. | Mario Marenco      |
| Jean-Jacques le Baron de la Fiche de la Bagarre | Raffinato stilista francese, illustra le ultime novità parigine per l'uomo à la page, proponendo banali capi di abbigliamento ed accessori di uso comune, dal costo però estremamente elevato, in quanto caratterizzati dalla prestigiosa griffe Victoir Venafràn. Alla perplessità dei conduttori Jean-Jacques risponde che a Parigi, se non possiedi e non sfoggi simili articoli alla moda, la gente per strada «ti sputa en fache». | Mario Marenco      |
| Lo strillone                                    | Strillone della rivista Menzogna Illustrata: «Clamoroso: Aroldo Tieri fecondato artificialmente dal mago Silvan! "Silvan, grazie per avermi reso mamma!"» | Mario Marenco      |
| Ing. Ghisletti                                  | Industriale lombardo, titolare della "Ada Tubi Ghisletti SpA": propone ai due conduttori di prestarsi a improbabili caroselli pubblicitari per la sua azienda, come ad esempio vestirsi da Dante e Virgilio e interpretare l'intera Divina Commedia. | Mario Marenco      |
| Sig.ra Paola                                    | Centralinista che interferisce con la trasmissione proponendo ai conduttori i più disparati collegamenti in teleselezione. | Mario Marenco      |
| Prof. Kurt Weill                                | Guaritore via radio, originario di Magdeburgo. Parla solo tedesco (inventato) per cui in Italia la sua pratica risulta totalmente inutile. | Mario Marenco      |
| Signor Mocumescu                                | Cittadino rumeno, erudito cultore della storia e delle tradizioni del proprio Paese. Ama decantare la prelibatezza del piatto preferito dai suoi connazionali, il cavolo caldo, specificando come all'abbondante consumo di tale squisita pietanza, faccia immancabilmente seguito un grande rumore con bocca. | Gianni Boncompagni |
| il figlio di Menuel                             | Seguace di una fantomatica setta pseudo-mistica, detta appunto dei «Figli di Menuel», con la caratteristica frase «E allora Lui disse grande parola di vèrita» (con l'accento sulla e). Uno dei suoi "tormentoni" era, dopo una frase, aggiungere «anzi, dirò di più» per poi ripetere esattamente la stessa frase detta in precedenza. | Marcello Casco     |
| Mortificazione                                  | Cartomante dalla voce sinistra e dalla salute apparentemente precaria, lancia anatemi all'indirizzo dei suoi detrattori e snocciola previsioni ed oroscopi dapprima infausti e catastrofici, ma che vengono poi sovvertiti dall'arrivo in extremis di una lettera dalla ferrovia con la notizia della bona nova, che riporterà la salute e la felicità sott'i coppi de casa. | Franco Bracardi    |
| Pallottino                                      | Radioamatore «de l'Onda Pirata» che trasmette «da ignota destinazione dell'Umbria» | Franco Bracardi    |
| Signora Isotta                                  | Cantante lirica corpulenta che ha bisogno di due sedie per accomodarsi. | Gianni Boncompagni |
| Mafalda                                         | Scatenata fan sedicenne dei due conduttori, irrompe nello studio per chiedere loro autografi ed effetti personali, rudemente redarguita dalla mamma a suon di sberle ed improperi, proferiti con vago accento altotiberino (vie' machì = "vieni qui"). | Franco Bracardi    |
| Gianluca                                        | Ragazzo omosessuale che talvolta risponde ad alcune lettere del pubblico. | Raffaella Carrà    |
| Radio Bari                                      | Voce ansiosa che interviene pensando di essere stata chiamata in causa con la frase: "Qui radio Bari, ci avete chiamato???, Pensavamo che ci avevate chiamato!" | Luciano Alto       |